# Seznam kostelů v okrese Šumperk

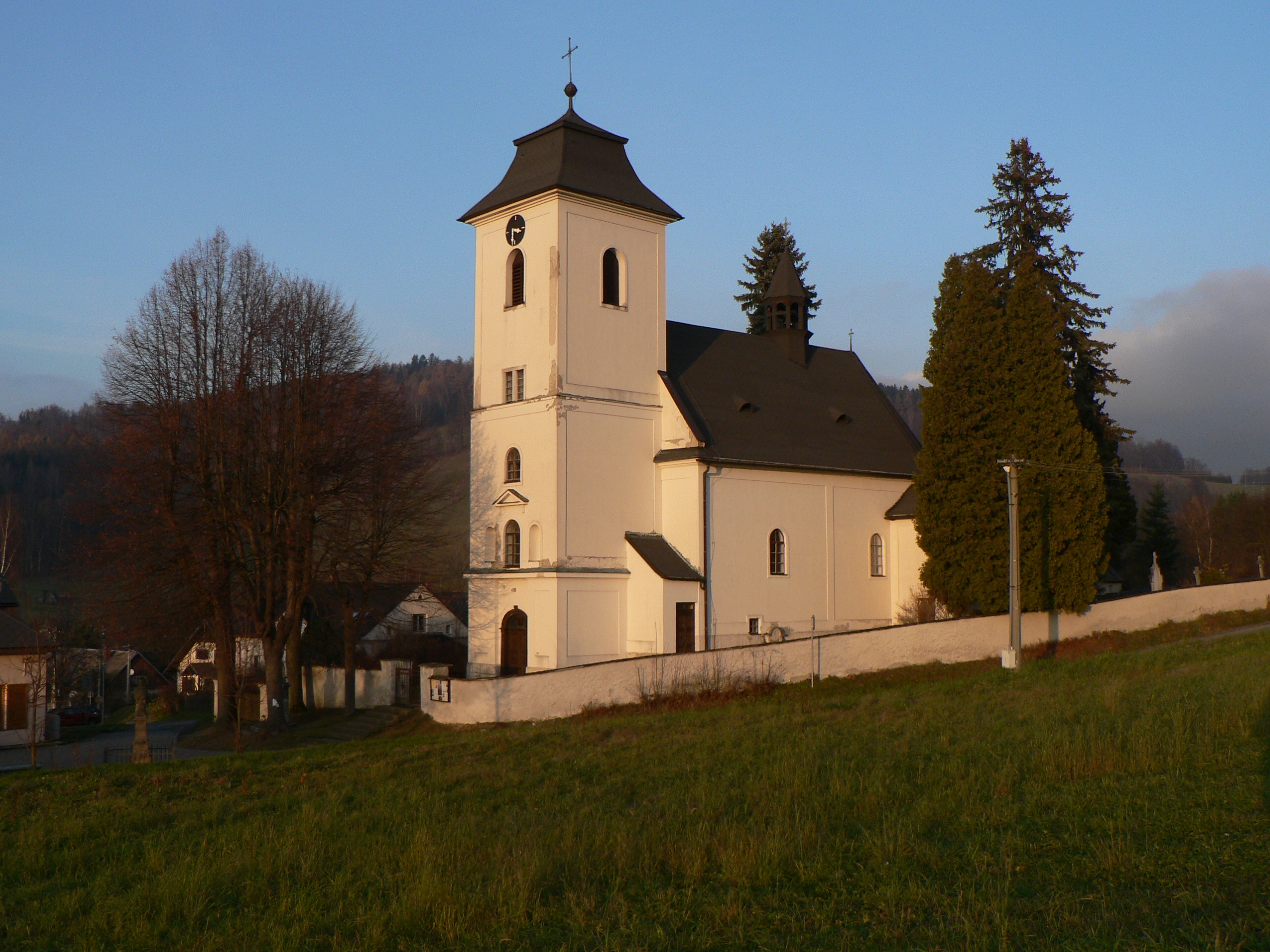
Kostel sv. Filipa a Jakuba v Hraběšicích

Seznam kostelů v okrese Šumperk je určen pro rychlou orientaci v architektuře kostelů šumperského okresu. Kostely jsou členěny podle architektonických slohů.

## Kostely podle slohů

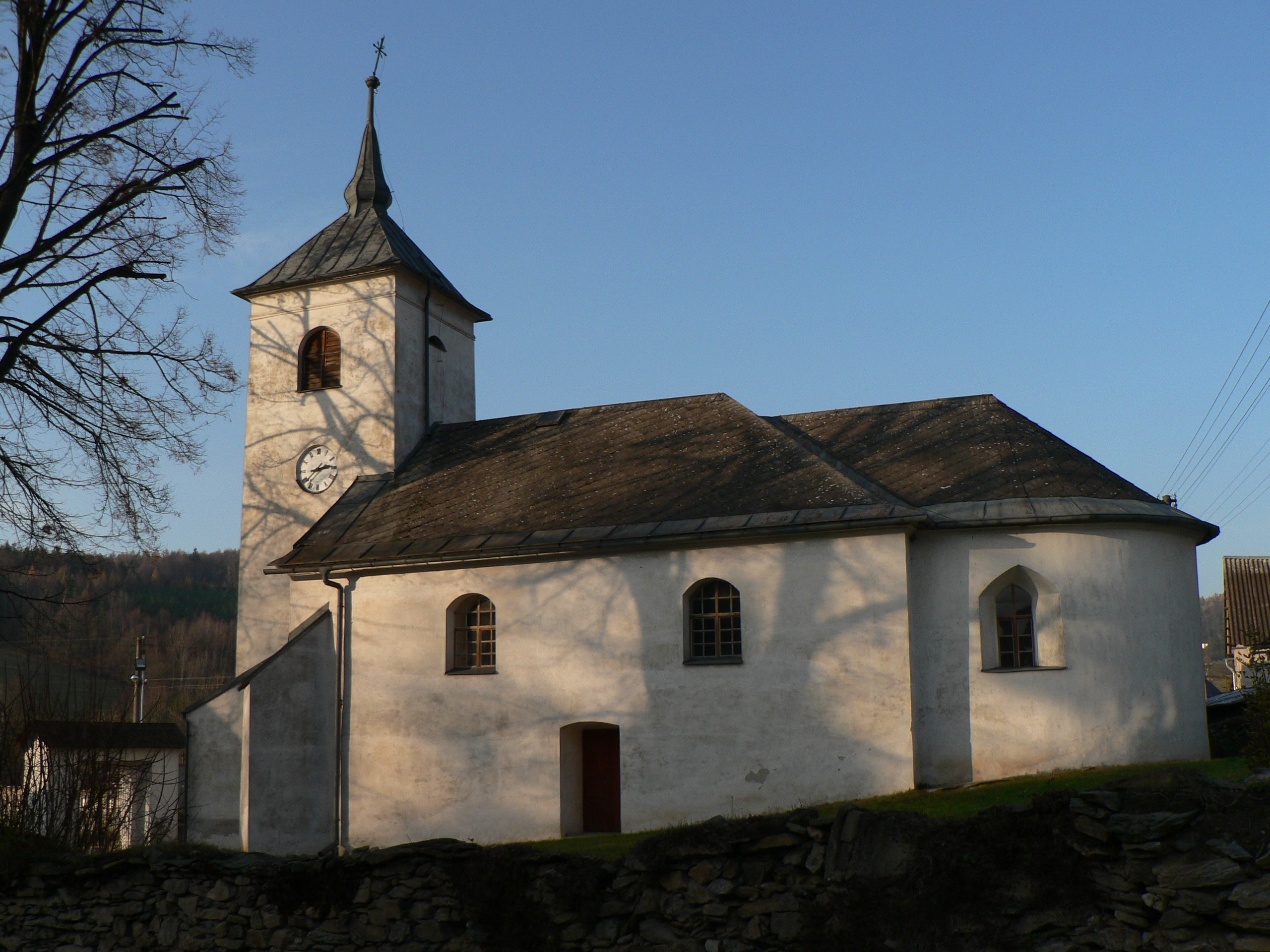
Románský kostel Narození Panny Marie v Brníčku

### Románské kostely
- Kostel Narození Panny Marie (Brníčko) – zřejmě z poloviny 13. století
- Kostel svatého Prokopa (Loštice) – románské jádro – kněžiště, zdi východní části lodi (pol. 13. století); renesančně přestavěný a v 18. století upravený
- Kostel svatého Tomáše Becketa (Mohelnice) – jádro před 1247 (obvodní zdi lodi)
- Kostel Všech svatých (Vyšehorky) – raně gotický ze 2. třetiny 13. století, s renesanční kaplí (1529), upravený 1712 a c. 1800

### Gotické kostely

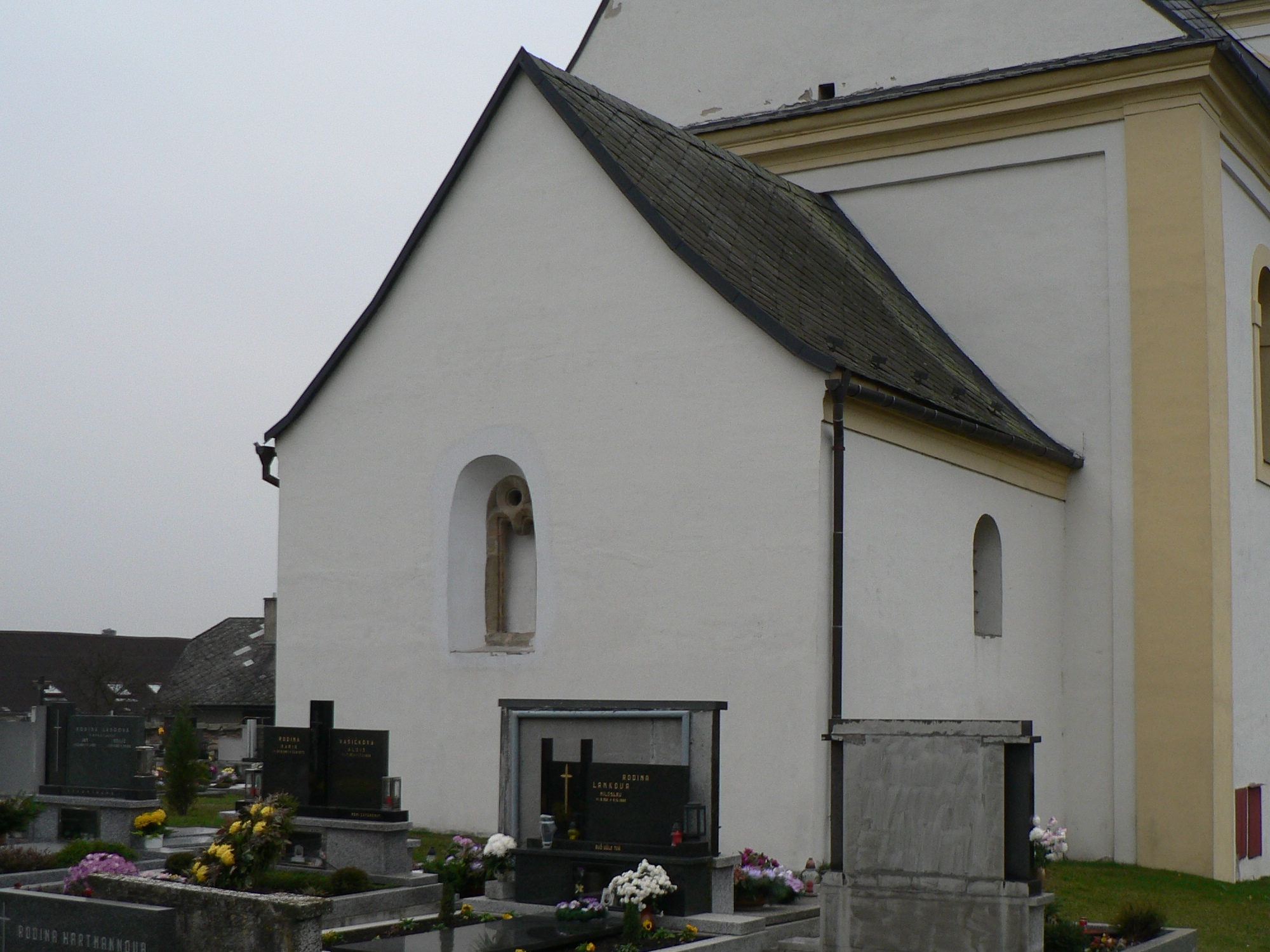
Raně gotický presbytář kostela Povýšení sv. Kříže v Dubicku

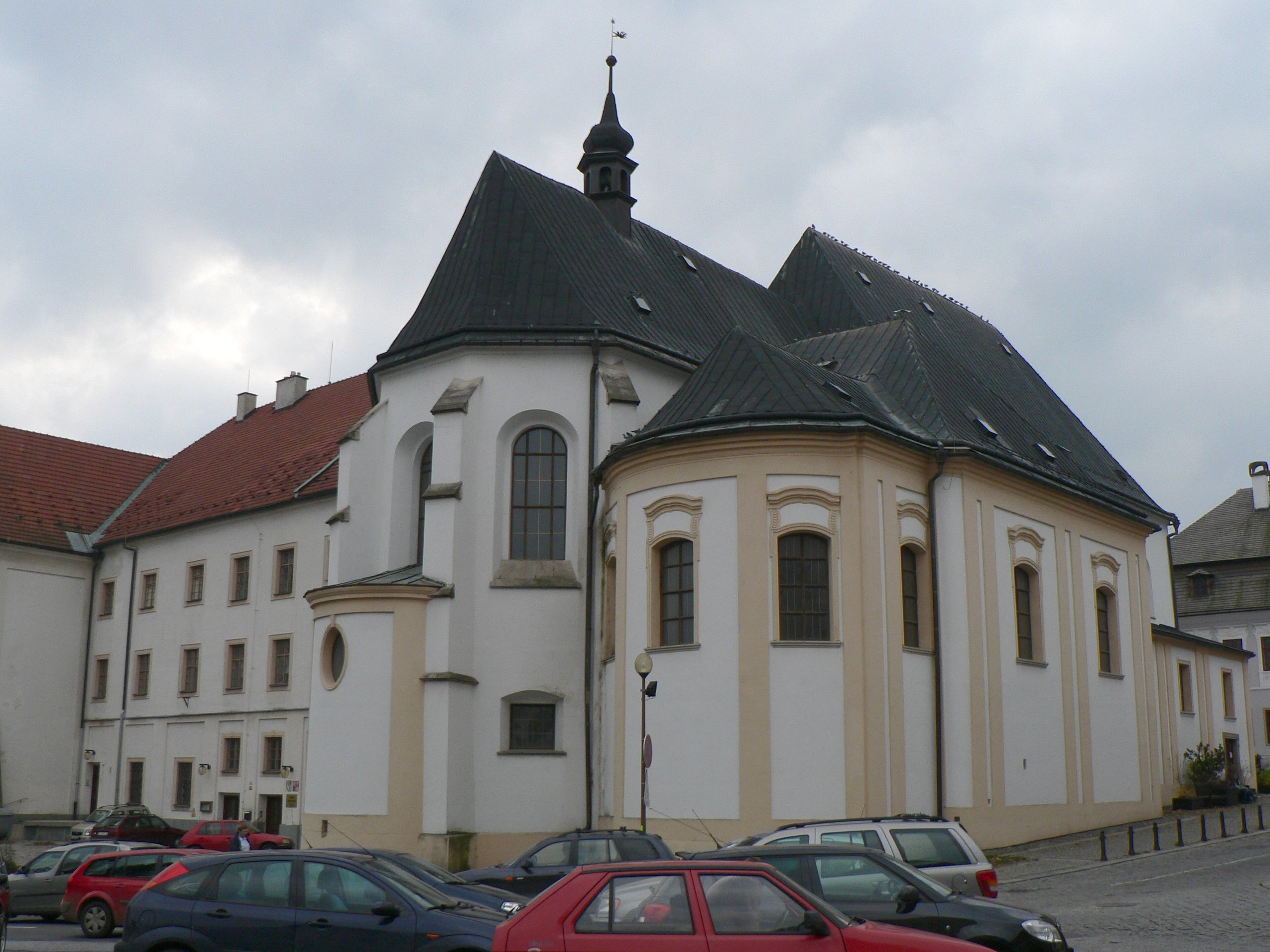
Gotický presbytář kostela Zvěstování Panny Marie v Šumperku

- Kostel Povýšení svatého Kříže (Dubicko) – raně gotický presbytář (dnešní sakristie, polovina 13. století)
- Kostel Zvěstování Panny Marie (Klášterec) – jádro kostela ze 14. století
- Kostel svatého Jakuba Většího (Lesnice) – jádro kostela
- Kostel svatého Tomáše Becketa (Mohelnice) – kněžiště (první polovina 14. století) a klenba lodi (1466–1480), novogoticky upraven po požáru roku 1841
- Kostel svatého Jiří (Moravičany) – v jádru renesanční kostel z konce 15. století, upravený roku 1615 a koncem 17. století
- Kostel svatého Mikuláše (Police) – jádro z 2. poloviny 13. století, upravený a doplněný v 1. polovině 19. století
- Kostel svatého Jana Křtitele (Šumperk) – jednolodní raně barokní se starším jádrem ze 13. století; vybudovaný po požáru roku 1669, upravený roku 1769
- Kostel Zvěstování Panny Marie (Šumperk) – jednolodní raně barokní (kolem 1669) s gotickým jádrem
- Kostel Všech svatých (Vyšehorky) – „stará“ sakristie na severu lodě
- Kostel svaté Barbory (Zábřeh) – středověké jádro, gotický opěrný systém, upravený v baroku (1773)

### Renesanční kostely

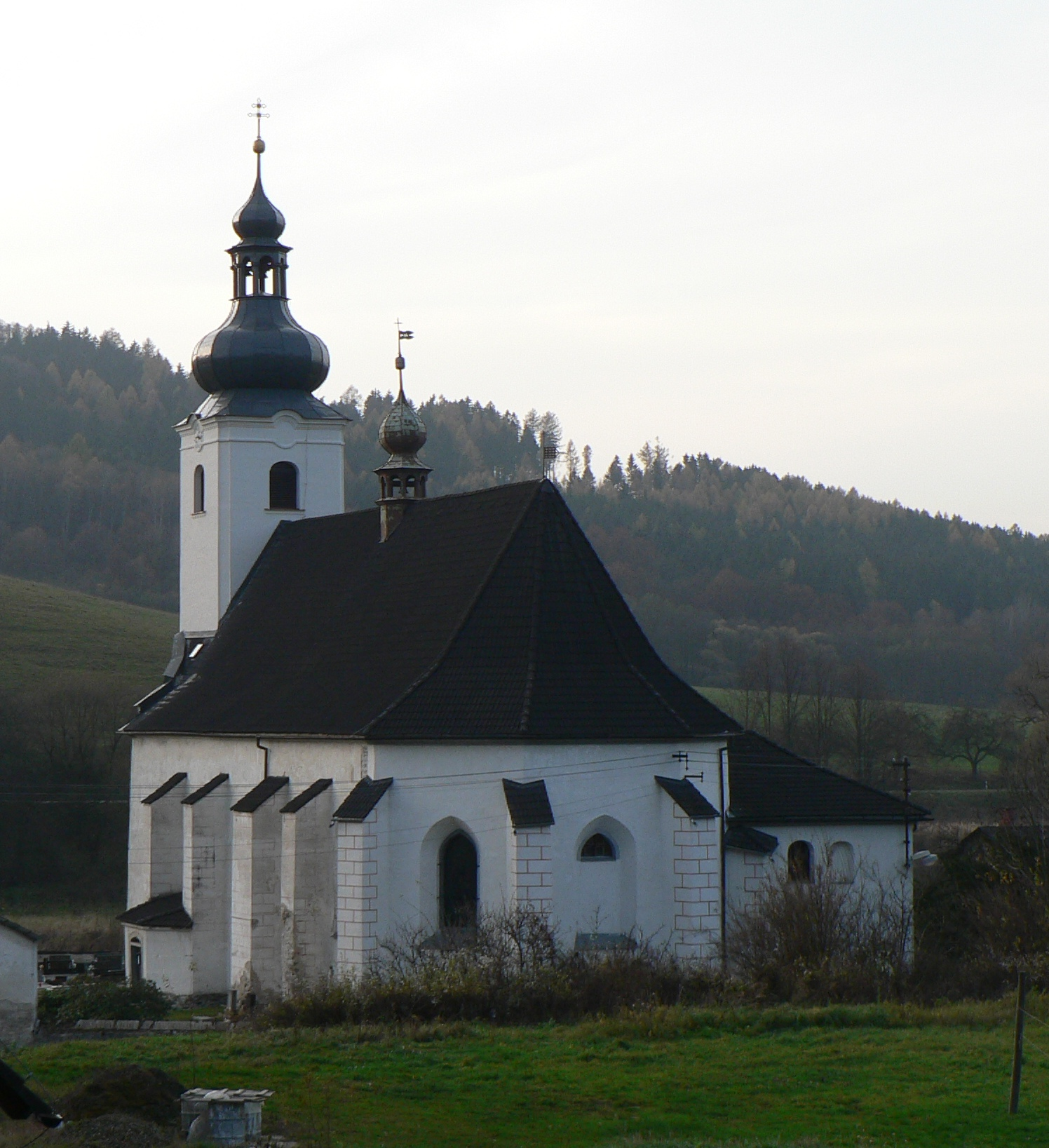
Renesanční kostel sv. Vavřince v Sobotíně

- Kostel Archanděla Michaela (Branná) – novostavba z roku 1614
- Kostel Všech svatých (Bratrušov) – novostavba z roku 1603
- Kostel svatého Mikuláše (Hanušovice) – věž (pravděpodobně před 1557)
- Kostel svatého Linharta (Horní Studénky) – jednolodní ze 16. století (před 1568)
- Kostel svatého Michala (Maršíkov) – novostavba z roku 1609
- Kostel svatého Stanislava (Mohelnice) – stavba z let 1577–1584, upravený roku 1773
- Kostel svaté Maří Magdalény (Podlesí) – jednolodní renesanční kostel z doby nejpozději před rokem 1637, upravený v letech 1785 a 1802
- Kostel svatého Michala (Rejchartice) – jádro z roku 1643, později barokně rozšířen
- Kostel svatého Vavřince (Sobotín) – novostavba z roku 1605
- Kostel svaté Anny (Staré Město pod Sněžníkem) – novostavba z roku 1618, trojlodní
- Kostel svatého Jana Křtitele (Velké Losiny) – pozdně renesanční jednolodní novostavba z let 1599–1603, s pozdně gotickou věží
- Kostel svatého Wolfganga (Vikantice) – novostavba před 1577, přestavba 1641, upravený v 19. století
- Kostel Všech svatých (Vyšehorky) – jižní kaple s dřevěnou věží (1529)
- Kostel svatého Martina (Žárová) – novostavba z roku 1611

### Barokní kostely

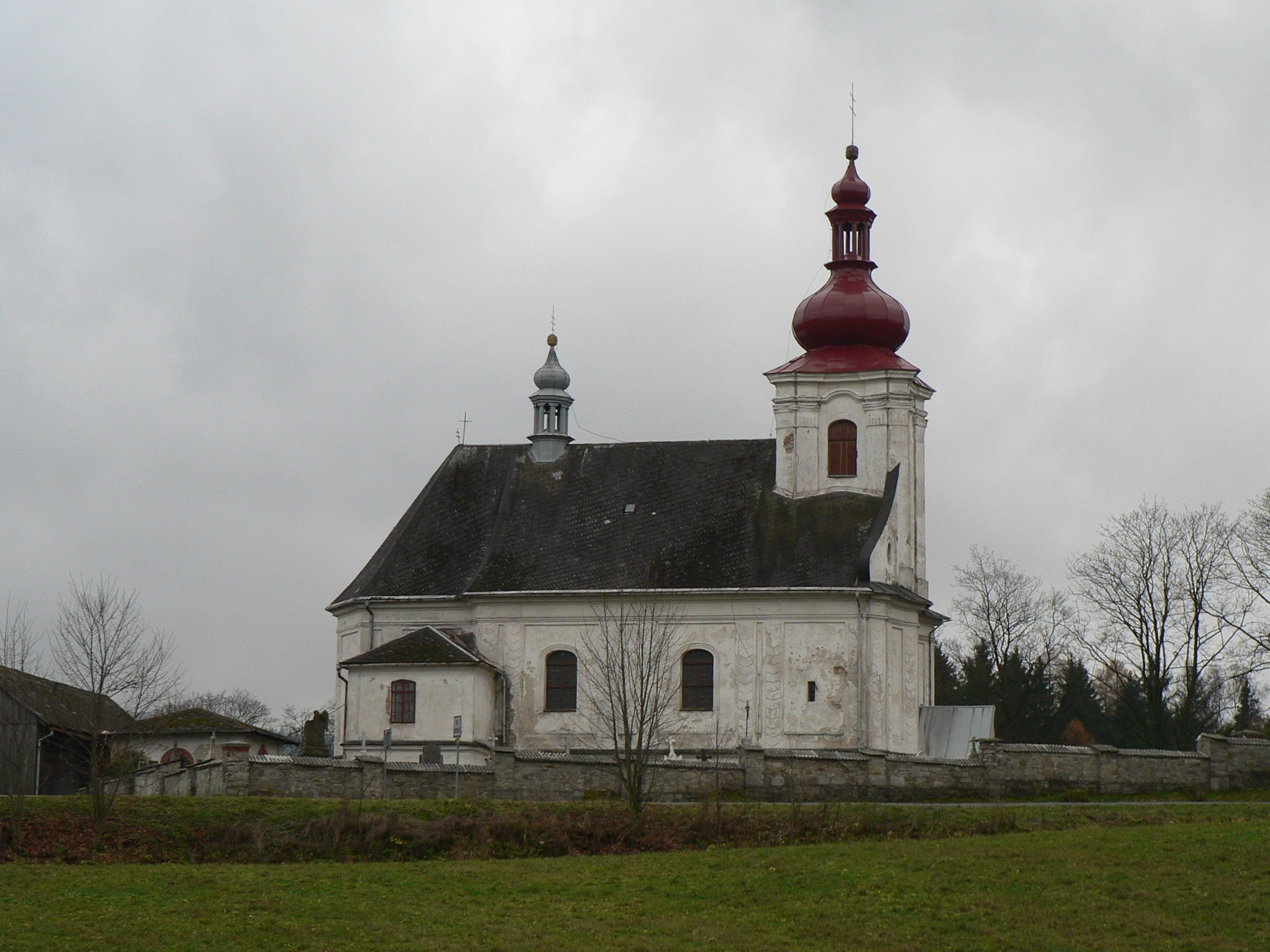
Barokní kostel sv. Maří Magdalény v Pustých Žibřidovicích

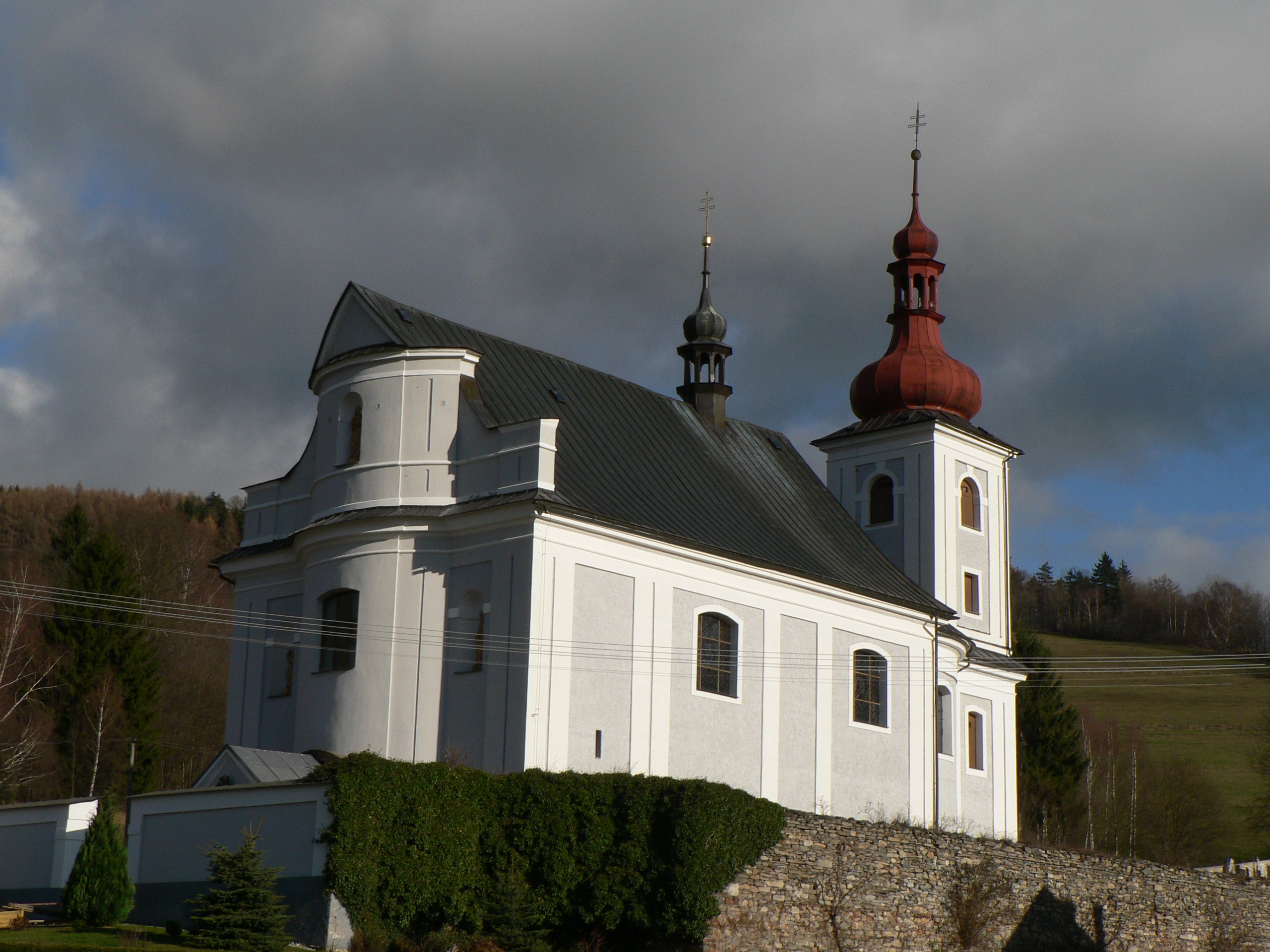
Barokní kostel sv. Petra a Pavla v Bohdíkově

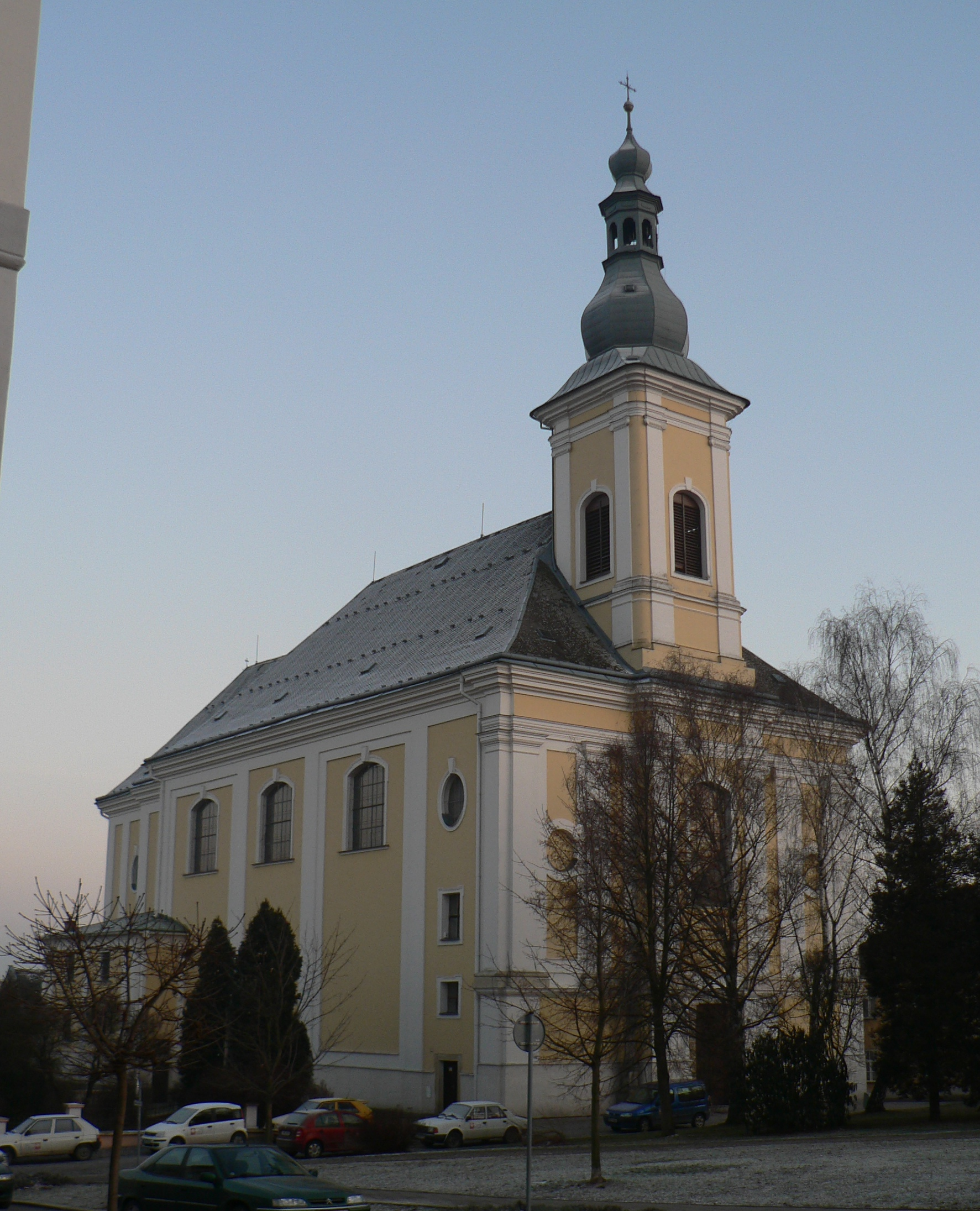
Barokní kostel svatého Bartoloměje v Zábřehu na Moravě

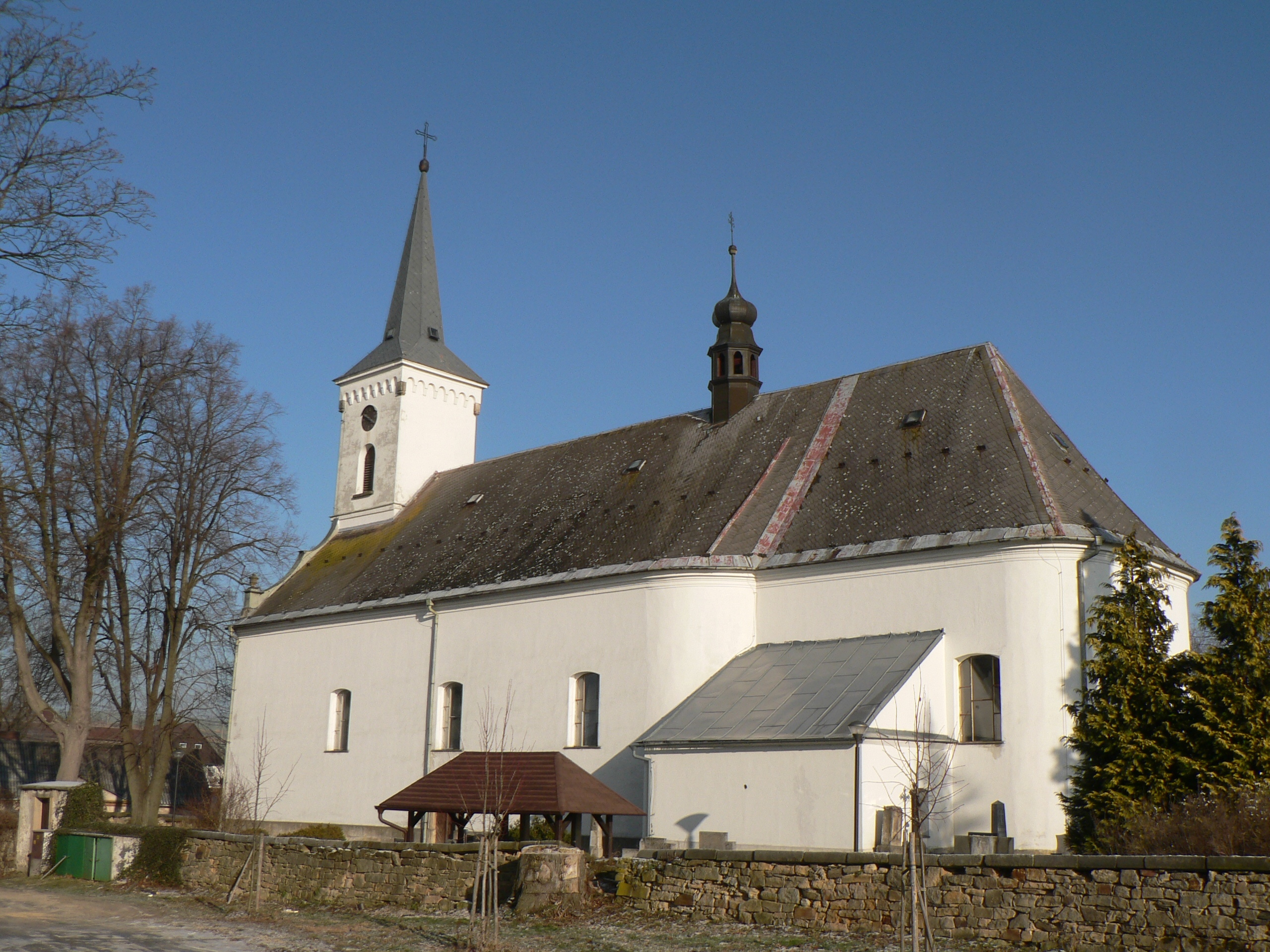
Empírový kostel sv. Mikuláše v Maletíně

- Kostel Božího Těla (Bludov) – barokní jednolodní kostel z 2. poloviny 18. století
- Kostel svatého Petra a Pavla (Bohdíkov) – z roku 1725
- Kostel Všech svatých (Dlouhomilov) – z let 1767–1770 s jádrem ze 17. století
- Kostel svatého Linharta (Dolní Studénky) – z roku 1701, později rozšířený
- Kostel Povýšení svatého Kříže (Dubicko) – přestavba z let 1710–1741
- Kostel svatého Mikuláše (Hanušovice) – z roku 1757, jádro z roku 1656
- Kostel svatého Jana Křtitele (Heroltice) – původně kaple z roku 1718
- Kostel svatého Stanislava (Hynčina) – z roku 1725
- Kostel Nanebevzetí Panny Marie (Jakubovice) – raně barokní z roku 1697
- Kostel svatého Jana Křtitele (Jedlí) – pozdně barokní novostavba z let 1782–1786
- Kostel svatého Jiří (Libina) – z roku 1721, se starším jádrem
- Kostel svatého Prokopa (Loštice) – přestavba a přístavba z let 1787–1792
- Kostel Nanebevzetí Panny Marie (Malá Morava) – stavba z let 1688–1689
- Kostel svaté Máří Magdalény (Mírov) – barokní z poslední třetiny 17. století podle projektu G. P. Tencally, dnes součást areálu věznice
- Kostel svatého Mikuláše (Mladoňov) – z roku 1740
- Kostel svatého Jana Křtitele (Nová Seninka) – raně barokní jednolodní kostel z roku 1689
- Kostel svatého Isidora (Nové Losiny) – novostavba z let 1711–1714, rozšířena 1777–1821
- Kostel Narození Panny Marie (Nový Malín) – jednolodní renesančního založení ze začátku 17. století se starší věží z let 1588–1590, upraven 1705 a 1811
- Kostel Rozeslání apoštolů (Písařov)
- Kostel svatého Mikuláše (Police) – přestavba z let 1672 a 1763
- Kostel svatého Matouše (Postřelmov) – z roku 1665
- Kostel svaté Máří Magdalény (Pusté Žibřidovice) – novostavba z roku 1735
- Kostel svatého Jana Křtitele (Raškov) – novostavba z roku 1711, upravena v letech 1722–1732
- Kostel svatého Michala (Rejchartice) – pozdně barokní upravený roku 1770, starší renesanční jádro; původní stavba z roku 1643
- Kostel Nanebevzetí Panny Marie (Štíty) – jednolodní z roku 1755
- Kostel svaté Barbory (Šumperk) – jednolodní novostavba z let 1753–1755
- Kostel svatého Jiljí (Úsov) – vznikl přestavbou v roce 1726
- Kostel svatého Matouše (Vernířovice)
- Kostel svatého Linharta (Vysoké Žibřidovice) – jednolodní kostel z let 1714–1721
- Kostel svatého Bartoloměje (Zábřeh) – jednolodní z roku 1757 podle projektu Domenica Martinelliho
- Kostel svaté Barbory (Zábřeh na Moravě) – úpravy

### Rokokové kostely
- Kostel Nejsvětější Trojice (Kopřivná) – stavěn v letech 1746 až 1753

### Empírové a klasicistní kostely
- Kostel svatého Mikuláše (Starý Maletín) – empírová stavba z let 1804–1805
- Kostel svatého Martina (Rohle) – empírová stavba z let 1802–1803

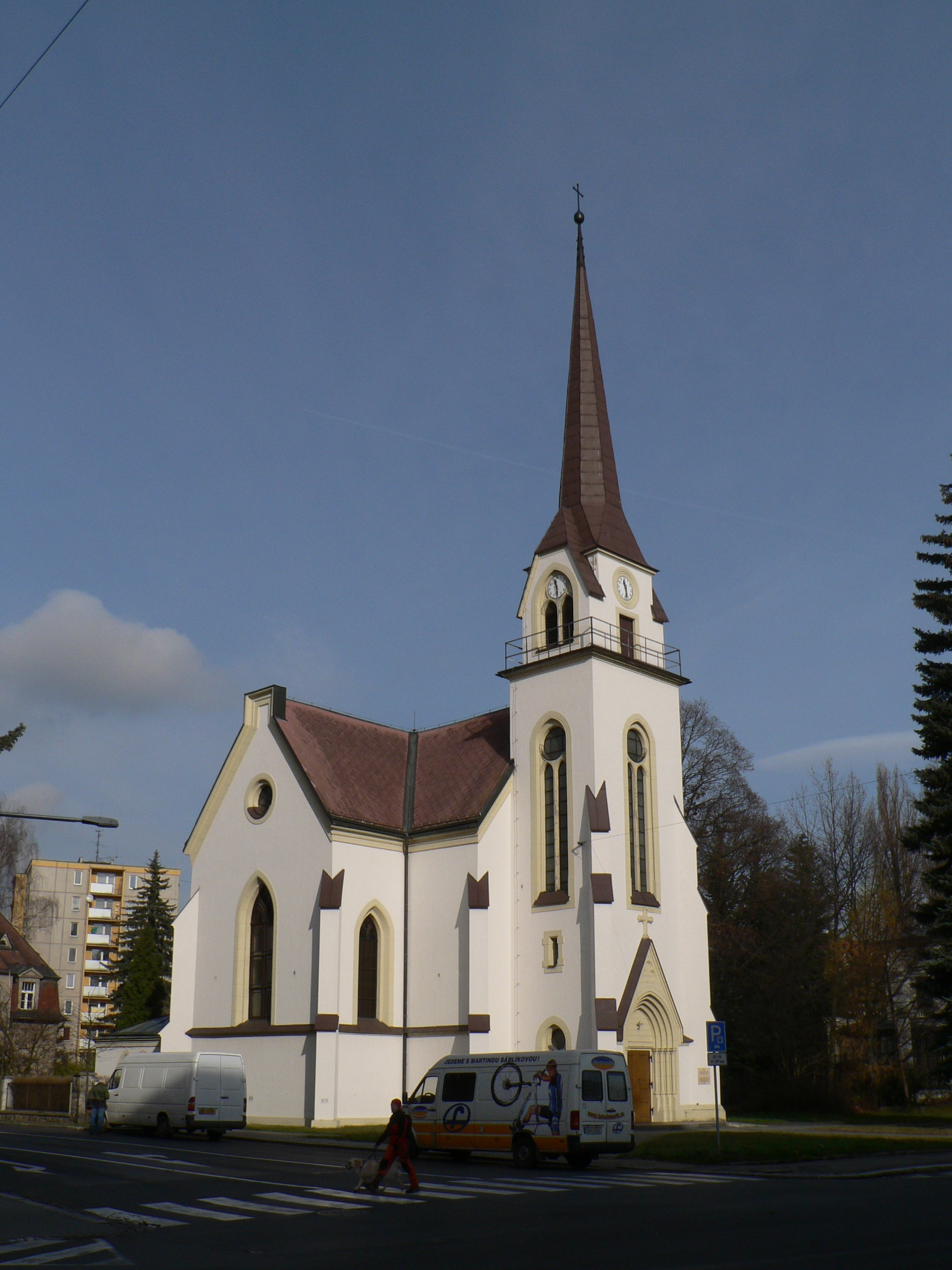
Novogotický evangelický kostel v Šumperku

### Novogotické, novoromantické kostely

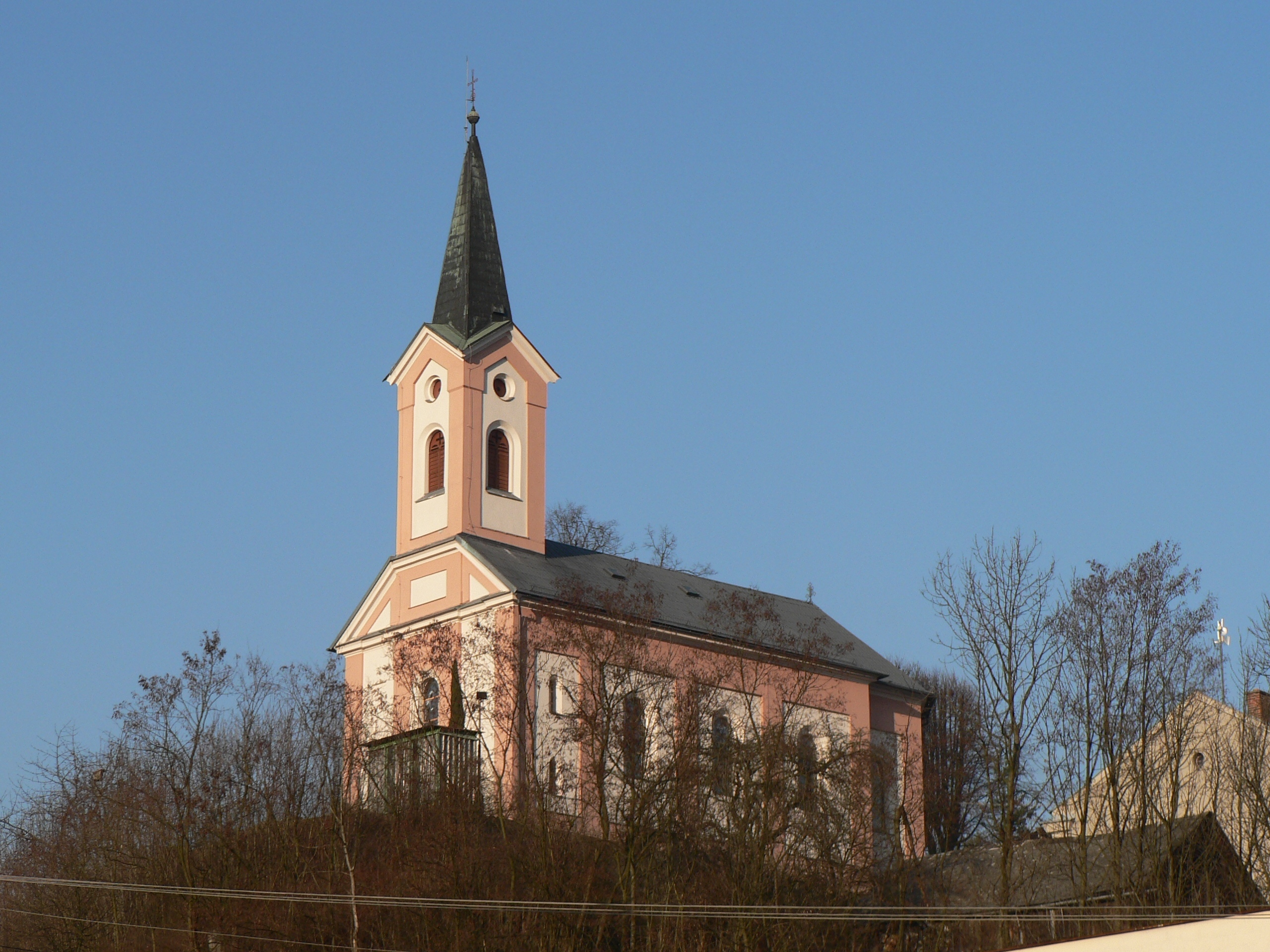
Romantický kostel sv. Anny v Hoštejně

- Kostel svatého Bedřicha (Bedřichov) – novogotická stavba z roku 1869
- Kostel svaté Anny (Hoštejn) – historizující romantická stavba z roku 1869
- Kostel Nanebevzetí Panny Marie (Rapotín) – novostavba z roku 1874
- Kostel svaté Maří Magdaleny (Studená Loučka) – romantická stavba z doby po roce 1859
- Kostel českobratrské církve evangelické (Šumperk) – novostavba z let 1869–1874
- Kostel svatého Antonína Paduánského (Třeština) – novogotická stavba z let 1865–1866
- Evangelický kostel (Zábřeh na Moravě) – novogotický z let 1902–1903
- Kostel Neposkvrněného početí Panny Marie (Zvole) – novogotická stavba z roku 1862

### Architektura 20. století
- Kostel svatého Jakuba Většího (Lesnice) – dostavba
- Evangelický kostel (Hrabová) – moderní architektura z let 1928–1933

### Slohově nezařazené kostely
- Kostel svatého Jiří (Bludov) – přestavba z let 1837–1838 setřela původní rysy stavby
- Kostelík Neposkvrněného Početí Panny Marie (Habartice) – předbělohorská stavba, výrazně přestavěna v roce 1842
- Kostel svatého Filipa a Jakuba (Hraběšice)
- Kostel svatého Floriána (Oskava) – stavba z roku 1785
- Kostel svatého Josefa (Palonín) – stavba z roku 1833
- Evangelický kostel (Písařov)
- Kostel svatého Jana a Pavla (Pobučí) – stavba z roku 1832
- Kostel svatého Vavřince (Ruda nad Moravou) – podle opěrných pilířů a doby založení fary snad pozdně renesanční
- Kostel svatého Prokopa (Sudkov) – stavba z roku 1795
- Evangelický kostel (Sudkov)
- Kostel Nanebevzetí Panny Marie (Svébohov) – historizující stavba z roku 1870
- Českobratrská modlitebna (Svébohov) – modlitebna českých bratří, historizující architektura z roku 1860
- Kostel Narození Panny Marie (Vojtíškov) – stavba z let 1807–1809

## Dřevěné kostely

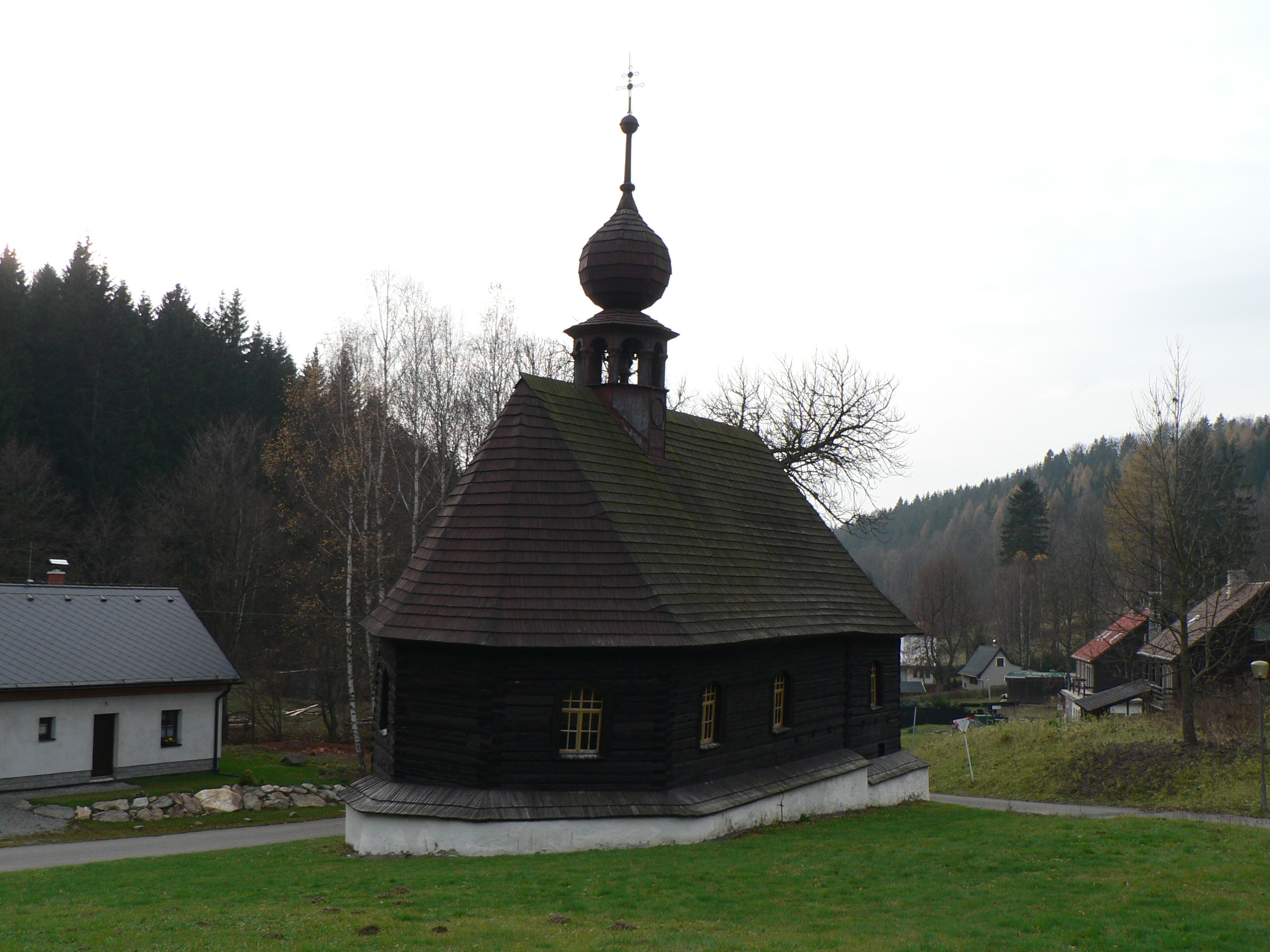
Dřevěný barokní kostelík sv. Jana Nepomuckého v Klepáčově

- Kostelík svatého Jana Nepomuckého (Klepáčov) – roubený barokní kostelík z roku 1783
- Kostel svatého Michala (Maršíkov) – dřevěný renesanční kostel
- Kostel Všech svatých (Vyšehorky) – románsko-gotický kostel s dřevěnou věží nad kaplí
- Kostel svatého Martina (Žárová) – dřevěný renesanční kostel

## Pravoslavné kostely
- Kostel svatého Ducha (Šumperk) – moderní stavba z let 1993–1998

## Starokatolické kostely
- Kostel svatého Jana Evangelisty (Šumperk) – secesní stavba z roku 1914